# Aykut Kayacık

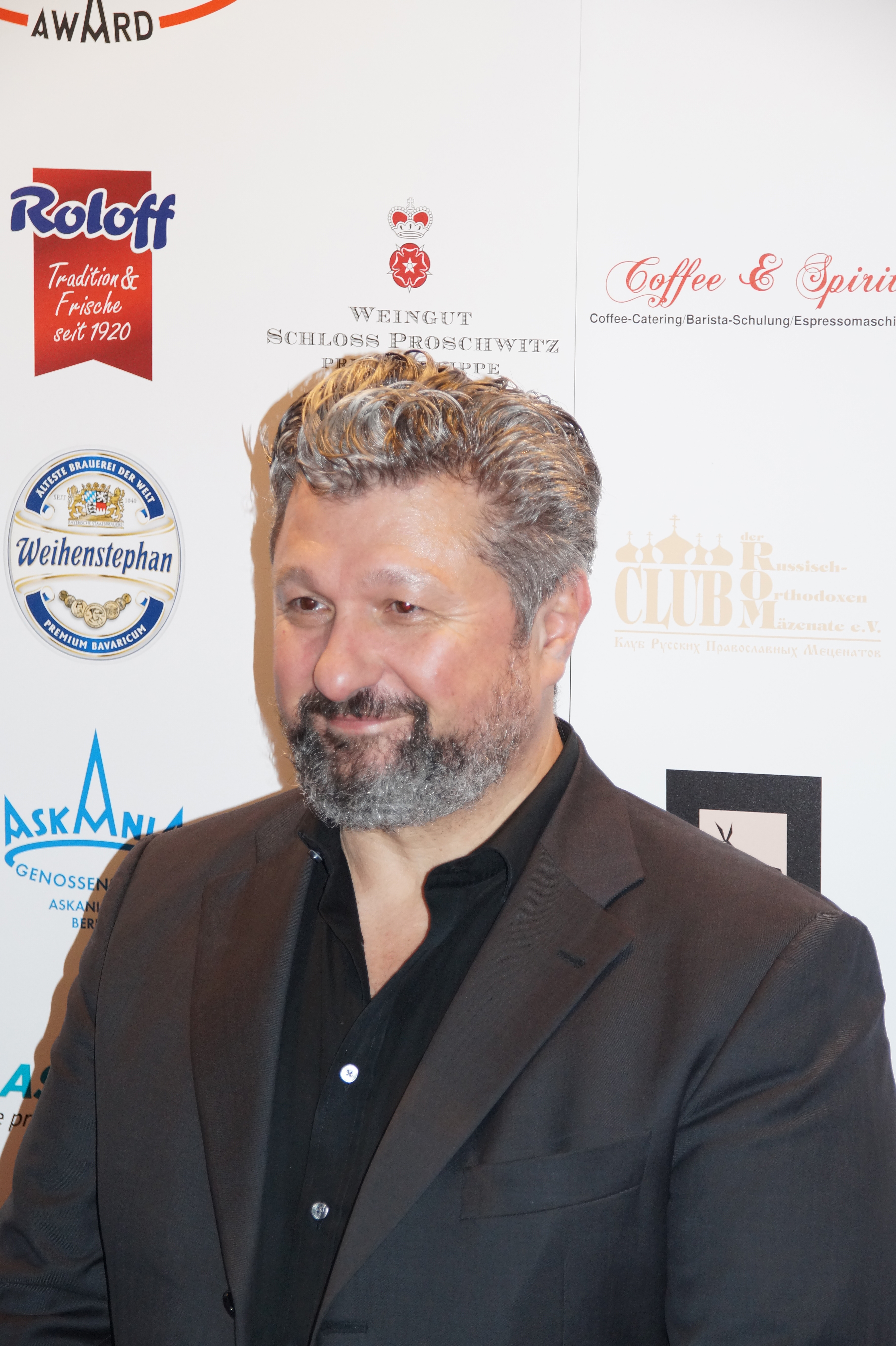
Aykut Kayacık (2016)

Aykut Kayacık (* 4. Dezember 1962 in Akhisar) ist ein deutscher Schauspieler und Regisseur.

## Leben
Kayacık lebt seit 1969 mit seinen türkischstämmigen Eltern in Deutschland. Bekannt wurde er durch Film- und Fernsehrollen. Sein Filmdebüt gab er 1991 als Alpinist in dem Film Superstau.
Kayacık kam zufällig zur Schauspielerei. Nach seinem ersten Theaterworkshop bekam er ein Engagement beim Kinder- und Jugendtheater Schauburg in München angeboten, woraufhin er sein Architekturstudium abbrach. Ein Jahr später gründete er in Berlin mit mehreren Künstlern aus verschiedenen Bereichen seine eigene Theatergruppe „Tausend und eine Ausnahme“. Zudem nahm er Privatunterricht in Schauspiel, Sprecherziehung und Gesang.
Durchgängige Serienrollen des Schauspielers sind bzw. waren Orkan Örsay, Partner von Inspektor Rolle (dargestellt von Rufus Beck) in der gleichnamigen Kriminalspielfilmreihe, Herr Ülküm in Der Dicke und der Dorfpolizist Bazman in Schloss Einstein. Im Kino war Kayacik unter anderem in Soloalbum, Süperseks, Was tun, wenn’s brennt? und Evet, ich will! zu sehen. Der Mime wirkte als Sprecher an Feridun Zaimoğlus Hörspiel Kanak Sprak – 24 Mißtöne vom Rande der Gesellschaft mit. Daneben ist er Regisseur von Kurzfilmen. Hombres wurde 2005 bei den Internationalen Hofer Filmtagen aufgeführt.
Außerdem ist Kayacık Hauptdarsteller in der Deutsch für Ausländer-Sendung Deutsch Klasse (2006), die 2007/2008 im bayerischen Bildungsfernsehen ausgestrahlt wird.
In dem deutschen Spielfilm Almanya – Willkommen in Deutschland verkörperte er die Rolle des erwachsenen Veli.

## Filmografie (Auswahl)
- 1994: Liebling Kreuzberg – Weiche Landung
- 1996: Tatort – Der Entscheider
- 1998: Dunckel
- 2000: Otto – Der Katastrofenfilm
- 2001: Tatort – Zielscheibe
- 2002: Tatort – Schützlinge
- 2003: Dienstreise – Was für eine Nacht
- 2003: Ein starkes Team – Kollege Mörder
- 2005: Meine verrückte türkische Hochzeit
- 2004: Polizeiruf 110 – Rosentod
- 2005–2007: Schloss Einstein
- seit 2005: Der Dicke/Die Kanzlei
- 2006: Nachtschicht – Der Ausbruch
- 2007: Tatort – Nachtgeflüster
- 2008: Tatort – Auf der Sonnenseite
- 2009: Evet, ich will!
- 2009: Klimawechsel (Miniserie, ZDF)
- 2010: Tiere bis unters Dach – Katzenjammer
- 2010: Der letzte Bulle – Der Weihnachtsmann ist tot
- 2010: Liebeskuss am Bosporus
- 2010: Tod in Istanbul
- 2010: Der Kriminalist – Schuld und Sühne
- 2011: Almanya – Willkommen in Deutschland
- 2011: Notruf Hafenkante – Der große Bluff
- 2012: Bella Australia
- 2012: Willkommen im Krieg
- 2012: Glanz & Gloria (Kontor Records)
- 2012: Götter wie wir
- 2013: Danni Lowinski
- 2013: Das kleine  Gespenst
- 2013: 300 Worte Deutsch
- 2014: Brezeln für den Pott
- 2014: Frauen verstehen
- seit 2014: Blockbustaz
- 2015: Herzensbrecher – Vater von vier Söhnen – Spiel des Lebens
- 2015: Überleben an der Scheidungsfront
- 2015: Huck (Fernsehserie)
- 2017: Der Sohn
- 2017: Dengler: Die schützende Hand
- 2019: SOKO München – Unter Männern
- 2019: Heldt – Keiner von uns
- 2020: In aller Freundschaft – Die jungen Ärzte – Selbstschutz
- 2021: Mona & Marie (Fernsehfilm)
- 2022: Frühling: Das erste Mal
- 2022: Frühling: Eine Handvoll Zeit
- 2023: Frühling: Das Mädchen hinter der Tür
- 2023: In aller Freundschaft – Dicht am Leben
- 2023: Verrücktes Blut (Kurzfilm)
- 2024: Käthe und ich: Der kleine Ritter
- 2025: Frühling: Babyalarm
- 2025: Frühling: Wenn du nicht still bist, dann…